# 硅酸铋
硅酸铋（英語：Bismuth silicon oxide，BSO）是一种由铋、硅、氧组成的无机化合物，常见的化学式为Bi12SiO20，但也有其他已知成分的BSO。其天然存在于软铋矿中，也可以通过加热氧化铋和氧化硅混合物人工合成得到。在熔融相下可通过提拉法得到厘米级的Bi12SiO20单晶。Bi12SiO20具有压电性、电光效应、弹光效应、光折变效应和光电导效应性质，因此在偏振调制器、 声学延迟线存储器和全息存储设备方面有潜在运用。
Bi12SiO20可以通过由碱式碳酸铋和二氧化硅在乙二醇中得到，此时得到为白色粉末，带隙约为3.2 eV。
29Si-固体核磁共振谱（SSNMR）显示Bi12SiO20中Bi3+离子与Si4+之间通过氧桥原子相连，29Si在Bi12SiO20中化学位移δ= -78.1 ppm。酸性Si4+离子存在使得Bi12SiO20不与二氧化碳发生反应。
其他发现硅酸铋化学式有Bi2O9Si3.。